# Лоранский, Аполлон Михайлович
Аполлон Михайлович Лоранский (30 июня [12 июля] 1846, Санкт-Петербург — 23 апреля [6 мая] 1913, Санкт-Петербург) — российский горный инженер, тайный советник, преподаватель, член Горного учёного комитета Горного института.

## Биография
Родился в 1846 году.
В 1866 году окончил Институт корпуса горных инженеров в чине поручика.
После получения образования служил на Урале, в Богословском горном округе. Позднее работал помощником управляющего лабораторией Петербургского монетного двора. Во время службы при Монетном дворе учредил устав ссудно-сберегательной кассы горно-заводского товарищества, существовавшего при Монетном дворе.
Помимо службы при Монетном дворе преподавал горную статистику, а также был инспектором (в 1897—1899 годах) и заведующим музеем Горного института.
В 1870-х — начале 1880-х годов А. М. Лоранский занимал должность секретаря Комитета грамотности института. Позднее был назначен членом Горного учёного комитета. В 1870-х — 1890-х годах участвовал в работе правительственных комиссий по подготовке Горного устава.
Действительный статский советник с 1889 года, тайный советник с 1900 года.
Печатался в «Горном журнале» по темам, относящимся к горнозаводской промышленности. В Обществе содействия русской промышленности и торговли делал много докладов, в том числе «Об устройстве государственной кассы для страхования рабочих от несчастных случаев».
В 1900 году опубликовал «Краткий исторический очерк административных учреждений горного ведомства в России 1700—1900 гг.», являющийся ценным историческим материалом.
Ушёл в отставку в 1911 году.
Умер в 1913 году.

## Критика
В трудах Международного конгресса, проходившего в 1876 году в Брюсселе, была опубликована статья А. М. Лоранского, посвящённая обеспечению быта горнорабочих в России. Автор статьи утверждал, что правительство на казённых заводах занимается постоянным улучшением положения рабочих. Уральские горнорабочие, со слов Лоранского, имели свой дом, усадьбу с огородом, а также землю для ведения сельского хозяйства. Также автор утверждал, что горнорабочие пользуются бесплатным лечением и образованием для своих детей, получают ссуды под незначительные проценты ссуды и в перспективе имеют право на небольшую пенсию. Статья вызвала недоумение в России. Журнал «Вестник Европы» писал, что автор придерживается «счастливой веры… в полное наше благополучие».